# Polymera cinereipennis
Polymera cinereipennis är en tvåvingeart som beskrevs av Alexander 1926. Polymera cinereipennis ingår i släktet Polymera och familjen småharkrankar.
Artens utbredningsområde är Paraguay. Inga underarter finns listade i Catalogue of Life.